# Tervasneva
Tervasneva är en sumpmark i Finland. Den ligger i Jurva i landskapet Södra Österbotten, i den sydvästra delen av landet, 300 km nordväst om huvudstaden Helsingfors.